# Protogrec
El protogrec és el suposat ancestre comú dels dialectes del grec, incloent-hi el micènic, els dialectes clàssics àtic-jònic, eòlics, dòric i nord-occidental, així com la koiné i el grec modern. Algunes teories hi inclouen entre els seus descendents el macedoni antic, i altres fan descendir aquest d'un anterior protohel·lènic.
Aquesta llengua hauria estat parlada als Balcans a les acaballes del tercer mil·lenni aC.
La unitat lingüística del protogrec hauria acabat quan els emigrants hel·lens, parlant l'antecessor del micènic, van entrar a la península grega al voltant del segle XXI aC (o a tot tardar el XVII). Es van separar dels doris, que en la invasió dòrica van entrar a la península aproximadament un mil·lenni més tard (en l'anomenada edat fosca grega) parlant un dialecte que en alguns aspectes es va conservar més arcaïtzant.
L'evolució del protogrec s'ha de veure tenint en compte el context de l'antiga sprachbund paleobalcànica que fa difícil establir límits entre les diferents llengües. La representació de les laringals a l'inici de mot mitjançant vocals protèsiques, un tret tan característic del grec, és compartida per l'armeni, que també en comparteix altres peculiaritats fonològiques i morfològiques. L'estreta relació entre grec i armeni posa de manifest la natura parafilètica de la isoglossa centum-satem.
Les similituds entre el grec antic i el sànscrit vèdic suggereixen que tant el protogrec com el protoindoiranià encara eren molt similars bé al protoindoeuropeu tardà (cosa que el situaria a finals del quart mil·lenni aC), bé a una protollengua grecoària post-protoindoeuropea. El grecoari no té gaire crèdit entre els lingüistes, ja que la distribució tant temporal com geogràfica del grec i de l'indoiranià s'adapten prou bé a la hipòtesi kurgana del protoindoeuropeu.

## Fonologia
El grec és una llengua centum, cosa que la situa en una hipotètica protollengua grecoària abans de la satemització, fent-lo idèntic al protoindoeuropeu tardà. El protogrec sembla haver estat afectat pel corrent general de palatalització característic del grup satem, cosa que es posa de manifest, per exemple, pel canvi postmicènic de les labiovelars abans d'e en dentals (kwe > te "i" -conjunció-), però la influència satemitzant sembla que va arribar al grec només després d'haver perdut aquest les palatovelars (és a dir, després d'haver esdevingut una llengua centum).
Alguns dels canvis principals que van separar el protogrec del protoindoeuropeu són:
- Aspiració de la /s/ en posició intervocal.
- Ensordiment de les sonores aspirades.
- Dissimilació de les aspirades (llei de Grassman), possiblement en èpoques postmicèniques.
- La y- en posició inicial (no hy-) es reforça a dy- (més tard ζ-).
- La pèrdua de la *s prevocàlica no s'acabà de completar, evidenciat per, dasus 'dens'; sun 'amb' seria un altre exemple, contaminat per un protoindoeuropeu *kom (cf. llatí cum, protogrec *kon) cap a ksun en grec homèric i àtic antic.

Els canvis entre el protogrec i el micènic inclouen:
- Pèrdua de les consonants oclusives finals (/m/ final > /n/).
- /m/ i /n/ sil·làbiques > /am/, /an/ abans de ressonant, en altres casos /a/.
- Les laringals intervocàliques i les inicials preconsonàntiques es vocalitzen en /e/, /a/, /o/ (de les indoeuropees h₁, h₂, h₃, respectivament).
- La seqüència CRHC (consonant-ressonant-laringal-consonant) es transforma en CRēC, CRāC, CRōC (de H = h₁, h₂, h₃, respectivament).
- Pèrdua de s en grups consonàntics, amb allargament addicional: esmi > ēmi
- Creació d'una s secundària a partir del grup ntia > nsa. Sibilació de ti a si en dialectes meridionals.

Aquests canvis ja eren complets en el micènic. Per als canvis que van afectar els dialectes més tardans vegeu l'article del grec antic.

## Morfologia

### Substantius
- Els casos datiu, instrumental i locatiu protoindoeuropeus es resumeixen en un sol cas datiu. Algunes desinències són noves (com la plural -si, del locatiu plural -su).
- El nominatiu plural -oi, -ai reemplaça el protoindoeuropeu tardà -ōs, -ās.
- El morfema invariable gunaik- 'dones', documentat a les tauletes de Tebes és probablement protogrec. Apareix també, com a mínim, en l'armeni gunai-.

### Pronoms
- Es creen els pronoms houtos, ekenios i autos. L'ús de ho, hā i ton com a articles és postmicènic.

### Verbs
- Existeix una isoglossa entre el grec i el frigi, estretament relacionat: els acabaments en r en la veu mitjana, aparentment perduts completament ja en el protogrec.
- El protogrec va heretar l'augment, una é- prefixada a les formes verbals que expressaven el temps passat. Aquesta característica només la comparteix amb l'indoirani i el frigi (i fins a un cert punt l'armeni), cosa que dona un cert suport a la hipòtesi d'un dialecte grecoari o bé protoindoeuropeu interior. Nogensmenys, l'augment va romandre opcional en temps d'Homer, i probablement era poc més que una partícula lliure en la protollengua, que ben bé podia haver-se perdut en altres branques.
- Les desinències verbals de la primera persona de la veu mitjana -mai, -mān substitueixen -ai, -a. El pherei de la tercera persona del singular és una innovació anàlogica, que reemplaça els predibles *phereti i *pheresi (del protoindoeuropeu bhéreti) del dòric i el jònic.
- Creació del futur (inclòs el passiu futur), i el passiu aorist.
- S'afegeix el sufix -ka- a alguns perfectes i aorists.
- Es creen els infinitius en -ehen, -enai i -men.

## Numerals
- "Un": nominatiu *hens, genitiu *hemos; femení * mhiā. D'aquí el micènic e-me /hemei/ (datiu) i àtic-jònic εἷς (ἑνός), μία.
- "Dos": *duwō. D'aquí el micènic du-wo /duwo/, l'homèric δύω i l'àtic-jònic δύο.
- "Tres": nominatiu *trees, acusatiu *trins. D'aquí el micènic ti-ri /trins/, l'àtic-jònic τρεῖς, lesbià τρής, cretenc τρέες.
- "Quatre": nominatiu *kwetwores, genitiu *kweturōn. D'aquí el micènic qe-to-ro-we /kwetrōwes/ 'amb quatre orelles', l'àtic τέτταρες, el jònic τέσσερες, el beocià πέτταρες, el lesbià πίσυρες i el dòric  τέτορες.
- "Cinc": *penkwe. D'aquí l'àtic-jònic πέντε i el lesbià i tessalià πέμπε.

## Exemple
Eduard Schwyzer en la seva obra Griechische Grammatik (1939, I.74-75) va traduir fragments famosos de texts clàssics al protogrec.
La seva reconstrucció, però, no tenia en compte el micènic i a més assumia la pèrdua del protogrec de labiovelars i ressonants sil·làbiques, entre altres coses. Així, la reconstrucció de Schwyzer correspon més aviat a un dialecte arcaic però postmicèic que a un protogrec.
| Clàssic   | Clàssic         | πάτερ  | ἡμῶν         | ὁ  | ἐν | τοῖς    | οὐρανοῖς,         | ἁγιασθήτω     |         | τὸ | ὄνομά | σου   |
| Protogrec | Segons Schwyzer | πατερ  | αμμεων       | ὁ  |    | (τοισι) | ορϝανοισι (sing.) | ἁγιον / αγνον | εστωδ   |    | ενυμα | τϝεο  |
| Protogrec | Modernament     | *pater | ãmhōn        | ho |    |         | worhanoihi,       | çagion        | estōd   |    | enumã | tweho |
| Traducció | Traducció       | Pare   | de nosaltres | el | en | el(s)   | cel(s),           | santificat    | (sigui) | el | nom   | de tu |

Notes: la reconstrucció assumeix que les antigues combinacions d'aproximants +s en qualsevol ordre (*ns, *ms, *rs, *ls, *u̯s, *i̯s, *sn, *sm, *sr, *sl, *su̯, *si̯) es pronunciaven com a aproximants sordes ([n̥, m̥, r̥, l̥, ʍ, ç]) abans de ser simplificades a aproximants sonores curtes amb un allargament compensatori en la majoria de dialectes -ν, μ, ρ, λ, (ϝ), (ι)- o a aproximants sonores llargues en eòlic -νν, μμ, ρρ, λλ, υ(ϝ), ι-. També s'assumeix que les nasals sil·làbiques del protoindoeuropeu (*n̥, *m̥) es pronunciaven com a [ã] abans de dividir-se en α en la majoria de dialectes i en ο com a variant en alguns altres (micènic, arcadià, eòlic).